# Епископ горњокарловачки Михаило
Михаило (световно Милош Грујић; Краљевчани (Банија), 29. јул/11. август 1861 — Плашки (Лика), 21. фебруар/6. март 1914) је био епископ Српске православне цркве.

## Световни живот
Михаило (у свету Милош Грујић) рођен је 11. августа 1861. године у Краљевчанима од оца Петра, учитеља, и мајке Милке. Основну школу завршио је у Петрињи, гимназију у Загребу (1872-1880) и после положеног првог државног испита на правном факултету у Загребу, уписао се у Карловачку богословију и завршио је 1886. године. Рукоположен је као ђакон и презвитер у целибату 1887. године и постављен за администратора парохије у Меченчанима. Почетком 1889. године постављен је за чиновника при епархијској управи у Плашком, али је убрзо морао напустити то
место.

## Монашки живот
Пошто се априла 1889. године замонашио у манастиру Гомирју, добивши име Михаило, администрирао је манастирском парохијом Мариндол-Бојанци, где је био и учитељ. Изненада 1890. године постаје професор Богословије у Сремским Карловцима, а 15. октобра 1891. године бива изабран за епископа горњокарловачког.

### Епископско звање
Као архимандрит крушедолски посвећен је за епископа у карловачкој Саборној цркви 27. децембра 1891. од патријарха српског Георгија и епископа вршачког Нектарија и пакрачког Мирона.
Као епархијски епископ био је врло строг, енергичан и радан и на сваком кораку је бранио потребе Српске православне цркве. За живота на епископа Михаила гледало се као на човека барона Куена Хедерварија. Тако је после његове изненадне смрти пронађено преко хиљаду копија писама којима је посредовао у Бечу и Загребу за све оне Србе који су били у некој невољи. Да су та писма, којом срећом, била објављена пре Другог светског рата, епископ Михаило би био представљен у сасвим другом светлу.
После насилне смрти патријарха српског Лукијана 1913. године, епископ Михаило је био постављен за администратора Карловачке митрополије 14. октобра 1913. године, а после смењивања са те дужности од стране аустроугарских власти дата дужност припала је најстаријем по посвећењу епископу пакрачком Мирону.
Умро је у најбољим годинама, 6. марта 1914. године у Плашком и сахрањен у Саборној цркви у Плашком.